# Alta Verapaz (tỉnh)
Alta Verapaz là một tỉnh ở bắc trung bộ của Guatemala. Tỉnh lỵ và thành phố chính của tỉnh là Cobán. Verapaz về phía bắc giáp El Petén, về phía đông giáp Izabal, về phía nam  Zacapa, El Progreso, và Baja Verapaz, còn về phía tây giáp El Quiché.

## Các đô thị
1. Chahal
2. Chisec
3. Cobán
4. Fray Bartolomé de las Casas
5. Lanquín
6. Panzós
7. San Cristóbal Verapaz
8. San Juan Chamelco
9. San Pedro Carchá
10. Santa Cruz Verapaz
11. Santa María Cahabón
12. Senahú
13. Tactic
14. Tamahú
15. Tucurú
16. Santa Catalina la Tinta